# 1214 Richilde
1214 Richilde este o planetă minoră (asteroid), cu un diametru de 36,668 km, din centura de asteroizi. A fost descoperită pe 1 ianuarie 1932 la Observatorul Königstuhl de Max Wolf și a fost numită după . 
Obiectul prezintă o orbită caracterizată de o semiaxă mare de 2,7112169 UAi, o excentricitate de 0,119031, o înclinație de 9,83339 ° în raport cu ecliptica.